# Bathursteiland (Australië)
Bathursteiland is een tropisch eiland in het Noordelijk Territorium in Australië.

## Geografie
Bathursteiland is 1.693 km² groot en het vijfde grootste eiland van Australië. Bathurst en Melville-eiland staan samen bekend als de Tiwi-eilanden. De eilanden zijn ontstaan door een snelle stijging van het zeewater 12.000 tot 8.000 jaar geleden. Bathurst en Melville-eiland werden toen van elkaar en van het vasteland gescheiden. Bathursteiland ligt in het westen van Arnhemland, 80 kilometer ten noordwesten van Darwin.

## Geschiedenis

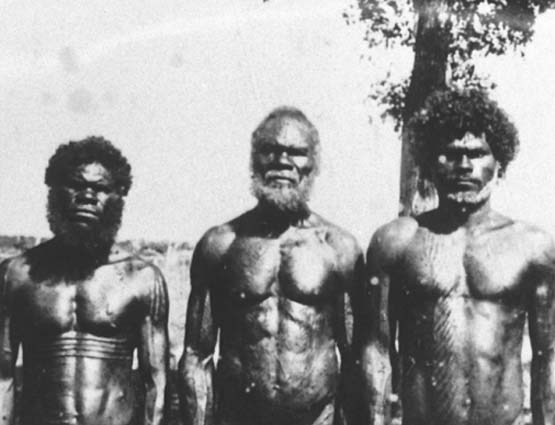
Tiwi people op Bathursteiland

De Tiwi leven op zijn minst sinds de laatste ijstijd, toen de eilanden 12.000 tot 8.000 jaar geleden van het vasteland scheidden, op het eiland. Hun leven in afzondering maakt de taal en cultuur van de Tiwi uniek. De Tiwi weerden Aziatische handelaars en Europese ontdekkingsreizigers met geweld van het eiland. Ze hebben hun cultuur en band met het eiland behouden. Volgens de historicus Peter Forrest zijn "de Tiwi waarschijnlijk de meest intacte Aboriginesgroep van Australië".
Na verschillende keren te zijn opgemerkt en aangedaan door Europese ontdekkingsreizigers werd het eiland in 1818 door Phillip Parker King verkend en naar Henry Bathurst, de derde graaf van Bathurst, vernoemd. Graaf Bathurst was van 1812 tot 1827 Brits secretaris voor oorlog en koloniën.
In 1910 overtuigde de Katholieke Duitse bisschop en missionaris van het Heilig Hart Francis Xavier Gsell de overheid om hem 4.000 hectare toe te kennen op Bathursteiland om een missie op te zetten, de 'Bathurst Island Mission'. Hij werd ook wel de bisschop met de honderdvijftig vrouwen genoemd omdat hij jonge Tiwimeisjes opkocht die aan polygame oudere mannen waren beloofd en hen, na een opleiding en pas op hun achttiende, liet trouwen met een Tiwiman van hun keuze. Gsell stichtte Nguiu dat later Wurrumiyanga zou worden genoemd. Wurrumiyanga is de grootste van drie gemeenschappen op de Tiwi-eilanden. De twee kleinere, Milikapiti en Pirlangimpi, zijn te vinden op Melville-eiland.
Het doel van de missie luidde volgens Gsell als volgt :
"This institution would be in the shape of an industrial and agricultural school, where the natives would receive together with a moderate literary and religious training, all the attainments that would make of them useful members of society"
"Deze instelling zou bestaan in de vorm van een technische en landbouwschool waar de inboorlingen, samen met een bescheiden literaire en religieuze vorming, alle vaardigheden aangeleerd krijgen die hen tot nuttige leden van de samenleving zouden vormen."
De rest van het eiland ging vanaf december 1912 deel uit maken van het Wongoak Aboriginal Reserve. In 1919 werden de meeste gebouwen van de missie door een orkaan verwoest maar terug opgebouwd dankzij donaties. Tegen 1934 werden er 124 Tiwimeisjes opgeleid door drie zusters van de Dochters van Onze Lieve Vrouw van het Heilig Hart. Tijdens de Tweede Wereldoorlog sloot het jongensinternaat. Nogal wat Tiwi vluchten de wildernis in nadat Japanse bommenwerpers overvlogen op weg naar Darwin. Ook de zusters van het Heilig Hart verlieten Bathursteiland tijdens de oorlog. Het meisjesinternaat bleef wel open. In 1974 sloot de missie. De scholen bleven bestaan.
In 1978 werd de eigendom van het eiland officieel van de kroon terug aan de Tiwi overgedragen en werd de Tiwi Land Council opgericht. Tiwi betekent "mensen" of "wij, de mensen" of "wij, de verkozen mensen" of "wij, de enige mensen". De Tiwi beschouwen zichzelf niet als Aborigines. In 1998 werd de Tiwi Islands Local Government opgericht.

## Flora van de Tiwi-eilanden
Eucalyptus- en Corymbiabomen beslaan 75% van het grondgebied van de Tiwi-eilanden. Zo'n 1300 plekken regenwoud zijn samen goed voor 160 km² regenwoud of 6 tot 15% van het totaal aan regenwoud in het Noordelijk Territorium. 920 km² bestaat uit zandduinen, mangroves en kwelders. Uit verschillende databases blijkt dat er 1.068 inheemse en 127 uitheemse planten te vinden zijn op de eilanden. Twintig soorten zijn bedreigd of kwetsbaar en 44 soorten zijn onzeker. Elf soorten zijn endemisch. De Tiwi-eilanden maken deel uit van de ecoregio Tiwi-Cobourg.

## Film
In de film Australia landen tijdens de Tweede Wereldoorlog Japanse soldaten op het eiland. In werkelijkheid heeft nooit een Japanse invasie op Australisch grondgebied plaatsgevonden.